# Stay High 149
'Stay High 149, de son vrai nom Wayne Roberts, né le 20 octobre 1950 à Emporia et mort le 11 juin 2012 à New York, est un artiste américain spécialiste du graffiti.

## Biographie
Wayne Roberts naît à Emporia en Virginie le 20 octobre 1950. Il ne connaîtra jamais son père. Sa famille déménage à New York, d'abord à Harlem, puis dans le quartier du Bronx en 1966.
Au sortir de l'adolescence, il travaille comme livreur à Wall Street. Sa passion pour les tags commence alors qu'il est amené à emprunter de plus en plus fréquemment le métro. Il acquiert rapidement son propre style en s'entraînant à écrire son propre nom, devenant ainsi l'un des pionniers du graffiti avec Taki183, Phase 2, JOE 182 et PRAY, dont les travaux l'inspirent. En 1972, il rajoute le sobriquet "Smoker" à son nom, ainsi que le numéro de sa rue (149). Fan de la série télévisée britannique The Saint (dans laquelle l'acteur Roger Moore joue le rôle de Simon Templar), il ajoute à sa signature le petit personnage du Smoker, représentation adaptée de celui de la série culte, en train de fumer un joint. De là, naît son surnom de Stay High 149, donné par son meilleur ami en raison de sa forte consommation de marijuana. Ce tag devient par la suite l'un des plus connus au monde.
Son activité de livreur lui permet de parcourir New York qu'il couvre de graffitis, notamment dans les lignes de métro. En 1973, son visage est révélé au grand public alors que le New Yorker publie un article de huit pages consacré au mouvement des graffitis sur métro où figurent une de ses réalisations et sa photo. Interpellé par la police, il s'en tire avec une amende de 20 $, mais doit renoncer à son surnom.
En quête d'un nouveau pseudonyme, il opte pour "Overdose", qu'il abandonne après quelques semaines d'emprunt. Intrigué par la lecture d'un article intitulé "The Voice of People", il réalise une nouvelle signature verticale qu'il nomme "The Voice of the Ghetto". Selon certains dires, il serait l'inventeur du procédé consistant à taguer en trois couleurs unies juxtaposées, une méthode dont le secret ne restera pas longtemps gardé.
En 1974, Wayne Roberts occupe une place de choix dans le livre "The Faith of the Graffiti", publié la même année. En 2008, il figure sur la couverture de la nouvelle version de l'ouvrage. En 1975, il se retire progressivement de l'univers du tag et connaît une période difficile, sous dépendance de la drogue.
Vingt-cinq ans plus tard, ses œuvres connaissent un regain de popularité et sont présentées dans une galerie d'art. Son travail est reconnu et lui-même devient une célébrité. Âgé de 50 ans, il redémarre alors sa carrière d'artiste qu'il n'interrompt plus jusqu'à son décès le 11 juin 2012, après un long combat contre une cirrhose du foie.
Stay High comptait parmi les artistes représentés au musée du Graffiti de L'Aérosol à Paris de 2017 à 2018 pour l'exposition Maquis-art Hall of Fame.